# زرزور (المسيلة)
الزرزور بلدية تابعة لدائرة بن سرور ولاية المسيلة تقع في الجنوب الشرقي لولاية المسيلة لها حدود مع ولاية بسكرة. تبعد عن مقر ولاية المسيلة ب138 كلم